# Шарль Етьєн
Шарль Етьєн (фр. Charles Estienne; 1504, Париж — 1564, там же) — французький лікар, друкар і письменник; третій син Анрі Етьєна і молодший брат Робера I. Видав один з перших французьких путівників — «Путівник французьких доріг» (Le Guide des chemins de France, 1552).
Після втечі старшого брата Робера в Женеву він прийняв на себе завідування друкарнею в Парижі і домігся скасування конфіскації майна Робера, яке було повернуто синам останнього. В кінці життя розорився і помер у паризькій в'язниці Шатле, ув'язнений туди в 1561 році, мабуть, за борги.

## Твори
- «De dissectione partium corporis humain» (1543; французький переклад з латини — 1546);
- «Le Guide des chemins de France et les voyages de plusieurs endroits de France et encore de la Terre Saincte, d'Espagne, d'Italie etc.» (1552 - один з перших путівників);
- «Discours des histoires de Lorraine et de Flandres en faveur des droits de Henri II sur ces provinces» (1552);
- «Dictionnaire historique et poétique de toutes les nations, hommes, lieux, fleuves etc.» (1553 — прототип книг подібного змісту);
- «Praedium rusticum» (1554) — збірник раніше ним виданих творів про землеробство, садівництво та виноробство;
- «L'agriculture et maison rustique» (1564) — книга мала величезний і тривалий успіх,

і кілька педагогічних творів.